# José Everaldo de Oliveira
José Everaldo de Oliveira  (Poço Verde, 14 de setembro de 1958) é um empresário e político brasileiro. Foi eleito para os mandatos de deputado federal (1991-1995) e de prefeito de Poço Verde, por duas vezes (1983-1988 e 1997-2000). Também já foi Secretário de Administração do Estado de Sergipe (1988-1989) e Secretário Especial de Ação Comunitária de Aracaju (1988-1989).